# Cnemaspis pseudomcguirei
Cnemaspis pseudomcguirei là một loài thằn lằn trong họ Gekkonidae. Loài này được Grismer, Ahmad, Chan, Belabut, Muin, Wood & Grismer mô tả khoa học đầu tiên năm 2009.